# Nothing Feels Good
| Оценки критиков | Оценки критиков |
| Источник        | Оценка          |
| --------------- | --------------- |
| AllMusic        | [ 7 ]           |
| Ox-Fanzine      | благоприятно    |
| Pitchfork       | 8.6/10          |
| Punknews.org    | [ 9 ]           |
| Wondering Sound | благоприятно    |

Nothing Feels Good — второй студийный альбом американской эмо-группы The Promise Ring, вышел в 1997 году на лейбле Jade Tree Records.

## Об альбоме
Nothing Feels Good стал первым настоящим хитом группы и завоевал огромную популярность среди массмедиа, начиная от журнала Spin и заканчивая MTV. В честь этого альбома была названа книга Nothing Feels Good: Punk Rock, Teenagers, and Emo, написанная Энди Гринволдом.

## Список композиций
1. «Is This Thing On?» — 3:37
2. «Perfect Lines» — 2:25
3. «Red & Blue Jeans» — 2:54
4. «Why Did Ever We Meet» — 4:05
5. «Make Me a Chevy» — 2:35
6. «How Nothing Feels» — 1:12
7. «A Broken Tenor» — 3:24
8. «Raspberry Rush» — 2:34
9. «Nothing Feels Good» — 2:01
10. «Pink Chimneys» — 2:26
11. «B Is For Bethlehem» — 3:15
12. «Forget Me» — 3:52

## Принимали участие в записи
- Дейви вон Болем — гитара, вокал
- Джейсон Гневиков — гитара
- Скотт Бешта — бас-гитара
- Дэн Дидиер — барабаны